# Norwegische Meisterschaften im Biathlon 1973
Die norwegischen Meisterschaften im Biathlon 1973 fanden am 17. und 18. Februar 1973 in Steinkjer, Provinz Nord-Trøndelag statt. Ausgetragen wurden ein Einzelwettkampf über 20 Kilometer sowie ein Staffelrennen mit vier Startern pro Team.
Ragnar Tveiten gewann nach 1965 seinen zweiten Meistertitel im Einzel.

## Männer

### Einzel (20 km)
| Platz | Starter              | Verein        | Zeit      | Treffer |
| ----- | -------------------- | ------------- | --------- | ------- |
| 1     | Ragnar Tveiten       | Kongsberg     | 1:20:37 h | 17      |
| 2     | Tor Svendsberget     | Åmot          | 1:23:16 h | 12      |
| 3     | Kjell Hovda          | IVSØ          | 1:23:45 h | 15      |
| 4     | Terje Hanssen        | Trondhjem SKL | 1:24:14 h | 14      |
| 5     | Torbjørn Kristiansen | Vassdal       | 1:26:17 h | 19      |
| 6     | Esten Gjelten        | Tolga         | 1:27:33 h | 11      |

Start: 17. Februar 1973

### Staffel (4 × 7,5 km)
| Platz | Starter                                                       | Region        | Zeit      |
| ----- | ------------------------------------------------------------- | ------------- | --------- |
| 1     | Anders Besseberg Kåre Hovda Kjell Hovda Ragnar Tveiten        | Numedal       | 2:28:33 h |
| 2     | Jørn Bue Olsen Leif K. Kirkevoll Magnar Solberg Terje Hanssen | Ut-Trøndelag  | 2:29:12 h |
| 3     | Per Johan Husom Ivar Riise Ingmann Erlimo Esten Gjelten       | Nord-Østerdal | 2:29:33 h |

Start: 18. Februar 1973